# Inscutomonomma variabile capeneri
Inscutomonomma variabile capeneri es una subespecie de coleóptero de la familia Monommatidae.

## Distribución geográfica
Habita en Transvaal en (Sudáfrica).